# Poirot si annoia
Poirot si annoia è un romanzo poliziesco di Agatha Christie, pubblicato nel 1955. Il titolo originale, Hickory Dickory Dock, è tratto, come già per altri romanzi o racconti dell'autrice inglese, da quello di una filastrocca, anche se il riferimento al contenuto qui risulta molto tenue. Nel romanzo compare Miss Felicity Lemon, l'efficiente segretaria dell'investigatore belga, apparsa in precedenza solo nei racconti di Poirot. L'azione è ambientata in un ostello studentesco dove Poirot è incaricato di indagare su una serie di atti vandalici. Quando egli ne scopre la principale responsabile, questa viene assassinata.
Nel romanzo sono contenute varie citazioni a precedenti avventure di Poirot come Fermate il boia e ai racconti Il leone nemeo e La cattura di Cerbero, contenuti in Le fatiche di Hercule.

## Trama
Una mattina Poirot leggendo le lettere scritte dalla sua segretaria, la signorina Lemon, si accorge con meraviglia che vi sono degli errori. Sbalordito dall'avvenimento, glieli fa notare e lei, dispiaciuta, dice che è preoccupata per delle piccole sparizioni che avvengono nel pensionato che dirige la sorella. Poirot incuriosito fa chiamare la sorella della signorina Lemon e insieme iniziano a discutere di queste sparizioni. Si decide così di invitare Poirot a cena nel pensionato e durante la cena la responsabile delle sparizioni di questi oggetti confessa. Sembrerebbe tutto finito, solo che qualche giorno dopo la colpevole viene trovata morta, in apparenza suicida. Si scopre però che non si tratta di un suicidio, ma di assassinio. Si scoprirà anche che dietro queste sparizioni di piccoli oggetti si nasconde qualcosa di ben più grave. La morte della ragazza innescherà una catena di eventi che porterà ad altri omicidi, e darà inizio a un mistero che il grande investigatore belga troverà difficile da risolvere.

## Personaggi
- Hercule Poirot, celebre investigatore
- Felicity Lemon, sua segretaria
- Signora Hubbard, sorella della signorina Lemon e direttrice di un pensionato studentesco
- Len Bateson, studente e pensionante
- Nigel Chapman, studente e pensionante
- Valerie Hobhouse, pensionante
- Celia Austin, studentessa, pensionante e prima vittima
- Patricia Lane, studentessa, pensionante, terza vittima
- Sally Finch, studentessa e pensionante
- Colin McNabb, studente e pensionante
- Akibombo, studente e pensionante
- Signora Nicoletis, proprietaria della pensione, seconda vittima

## Edizioni italiane
- Poirot si annoia, traduzione di Magda Tincani, Il Giallo Mondadori n.381, Milano, Mondadori, 19 maggio 1956,  p. 128. - I Classici del Giallo Mondadori n.118, agosto 1971; Prefazione e postfazione di Julian Symons, Collana Oscar n.1078 (Oscar del Giallo n.26), Mondadori, 1978-1986, ISBN 978-88-041-7222-2.
- Poirot si annoia, traduzione di Maria Grazia Griffini, I Classici del Giallo Mondadori n.551, Milano, Mondadori, marzo 1988. - Collana Oscar Scrittori del Novecento n.1500, Mondadori, 1995, ISBN 978-88-044-1003-4; Collana Oscar Gialli, Mondadori, 2019, ISBN 978-88-047-1152-0.